# Checkpoint Charlie Museum
Checkpoint Charlie Museet, Mauermuseum eller Haus am Checkpoint Charlie er et museum i Berlin i Tyskland.
Det ligger ved det gamle overgangssted mellem Vest- og Østberlin kaldet Checkpoint Charlie, og det er museet om Berlinmuren. Det blev oprettet i 1963, altså kun to år efter murens opførelse. Der vises eksempler på flugtforsøg, og der findes et 24 meter langt stykke af muren.
Samtidig er der en bred udstilling, der viser fantasifulde apparater, der er blevet brugt ved flugtforsøg fra det tidligere Østtyskland. Der er skjulte rum i biler, balloner, svæveflyvere og meget mere. 
En række kendte personer har besøgt museet gennem tiden. Deriblandt kan nævnes John F. Kennedy, Martin Luther King og kronprins Frederik. Det er muligt at købe ægte brudstykker fra muren på museet.